# Bonyhádvarasd
Bonyhádvarasd là một thị trấn thuộc hạt Tolna, Hungary. Thị trấn này có diện tích 10,45 km², dân số năm 2010 là 412 người, mật độ 39 người/km².